# Čeondoistická strana Ch'ŏngu
Čeondoistická strana Ch'ŏngu (korejsky 조선천도교청우당, v českém překladu Strana mladých přátel nebeské cesty) je jedna ze tří oficiálně povolených stran v Korejské lidově demokratické republice.

## Historie
Strana vznikla 8. února 1946 v Soulu jako politické hnutí korejské sekty Nebeská cesta, o dva roky později již měla okolo 200 000 členů. Část členstva odmítající spolupráci s komunisty ze strany v roce 1948 vystoupila a založila ilegální organizaci Společnost přátel dobrých duchů, která během korejské války bojovala proti Severokorejcům. Zbytek strany přesto dál existoval i po konci války v KLDR. Roku 1958 bylo celé vedení uvězněno, čímž ještě poklesl vliv strany. V roce 2011 měla Čeondoistická strana Ch'ŏngu 10 tisíc členů, předsedou byl Rju Mi Jong. Strana je součástí Jednotné demokratické vlastenecké fronty pro sjednocení země.

## Identita strany
Strana se definuje jako politická strana rolníků vyznávajících čeondoismus ostře vystupující proti imperialismu a účastnící se díla budování silného demokratického státu postaveném na myšlence služby vlasti a štěstí lidu. Strana před sebe staví úkol vybudovat šťastnou zemi, kde žijí její obyvatelé ve spokojenosti, vzájemné harmonii, kde prosperuje národní hospodářství a vzkvétá národní kultura. Ve skutečnosti je strana plně pod kontrolou vedoucí Korejské strany práce. Její existence je spíše formální a má vytvořit zdání demokratičnosti země.